# Psaliodes semirasa
Psaliodes semirasa är en fjärilsart som beskrevs av W. Warren 1904. Psaliodes semirasa ingår i släktet Psaliodes och familjen mätare. Inga underarter finns listade i Catalogue of Life.